# Sailhan
Sailhan é uma comuna francesa na região administrativa de Occitânia, no departamento dos Altos Pirenéus. Estende-se por uma área de 2,64 km². Em 2010 a comuna tinha 168 habitantes (densidade: 63,6 hab./km²).